# Nikołaj Pawłow (siatkarz)
Nikołaj Władimirowicz Pawłow; ros. Николай Владимирович Павлов (ur. 22 maja 1982 w Połtawie) – rosyjski siatkarz grający na pozycji atakującego, reprezentant kraju. Latem w 2020 roku postanowił zakończyć siatkarską karierę.

## Sukcesy klubowe
Mistrzostwo Ukrainy:
- 2003, 2004
- 2001, 2002

Puchar Rosji:
- 2010, 2011

Puchar CEV:
- 2012
- 2014

Mistrzostwo Rosji:
- 2012
- 2017

Puchar Słowacji:
- 2020

## Sukcesy reprezentacyjne
Liga Światowa:
- 2013

Memoriał Huberta Jerzego Wagnera:
- 2014
- 2013

Mistrzostwa Europy:
- 2013

Puchar Wielkich Mistrzów:
- 2013

## Nagrody indywidualne
- 2012: MVP Pucharu CEV
- 2013: MVP turnieju finałowego Ligi Światowej[3].
- 2013: MVP i najlepszy atakujący Memoriału Huberta Jerzego Wagnera
- 2020: MVP Pucharu Słowacji